# Чекмишев Олександр Вікторович
Чекмишев Олександр Вікторович (27 квітня 1967, Тальне, Черкаської області) — український поет, член НСПУ (1994), медіаексперт, професор, доктор наук із соціальних комунікацій (2012), тренер із журналістики та ефективних комунікацій.

## Біографія
Народився 27 квітня 1967 року в місті Тальне на Черкащині.
Дід, Кононенко Гнат Павлович, (загинув під час другої світової у Польщі 1944-го), та баба, Кононенко (Поліщук) Євгенія Михайлівна (померла 1982-го), були вчителями на Сумщині. Обоє - дворянського роду, представники гілки східно-української шляхти Пархоменків-Поліщуків-Кононенків.
Мати, Чекмишева (Кононенко) Галина Гнатівна, працювала на Тальнівському цукровому комбінаті (1953–1985). Батько — Чекмишев Віктор Андрійович, родом із Пермського краю, музикант і хормейстер. Впродовж 1950–1968 років керував на Дніпропетровщині та Черкащині професійними та аматорськими хоровими колективами. 
Після школи навчався у Тальнівському будівельному технікумі (1982–1984), працював на будівництві у ПМК-235 теслярем-бетонувальником ІІІ-го розряду, муляром V-го розряду (1984–1985).
У 1985–1992 роках навчався на факультеті журналістики КДУ ім. Т. Г. Шевченка.
З 1985 по 1987 рік служив у Радянській Армії, після чого під час навчання (1990–1992) працював кореспондентом Тальнівської районної газети "Колос", а також спецкором, завідувачем відділу, редактором відділу тижневика «Культура і життя», кореспондентом газети «Край».
Після університету вступив до аспірантури (1992–1995) і одночасно (1992–1994) працював політичним оглядачем, аналітиком, експертом телевізійних програм Українського Незалежного Центру Політичних Досліджень. 25 січня 1994 року став членом НСПУ.
1994 року створив першу громадську лабораторію з медіа-моніторингу [Архівовано 21 серпня 2014 у Wayback Machine.] - Комітет "Рівність можливостей". 
Із 1995 року — асистент Інституту журналістики Київського національного університету імені Тараса Шевченка (із 2000 року доцент).
1996 року  захистив дисертацію кандидата філологічних наук за спеціальністю «журналістика». Тема: «Міфо-символічна структура публіцистичних текстів Симона Петлюри в контексті національної міфології» [Архівовано 22 лютого 2014 у Wayback Machine.]. Це перша в Україні дисертація про публіцистику Симона Петлюри.
Стажувався в Інституті громадського розвитку (Гартфорд, США), інституті FOJO (Кальмар, Швеція) за програмами USAID та SIDA (1996, 2002).
2000 року об'єднав Комітет "Рівність можливостей" із Асоціацією "Спільний простір" [Архівовано 21 серпня 2014 у Wayback Machine.] в єдиний громадський консорціум та став керівником моніторингових проектів АСП.  
З 2000 по 2008 рік працював заступником директора Інституту журналістики Київського національного університету імені Тараса Шевченка. З 2008 року — докторант Інституту.
2012 року захистив докторську дисертацію на здобуття доктора наук за спеціальністю 27.00.01. Теорія та історія соціальних комунікацій. Тема: «Моніторинг ЗМІ в системі соціальних комунікацій: історико-теоретичний та прагматичний аспект.» 
З 2019 - професор кафедри соціальних комунікацій  Інституту журналістики Київського національного університету імені Тараса Шевченка.
З березня 2022 року поєднує виклададацьку, наукову та громадську діяльність зі службою у територіальній обороні.
Автор та співавтор понад 100 збірників моніторингових досліджень, понад 100 наукових та науково-популярних статей, 2 монографій, 1 підручника та 3 навчальних посібників. 
Брав участь у реалізації близько 50-ти міжнародних проектів із медіа-моніторингу, впровадження євростандартів в українське медійне середовище та з медіаграмотності. Один із авторів-розробників сучасних професійних та етичних стандартів журналістики, адаптованих до основних положень європейських та американських професійних кодексів та настанов із редакційної політики.
Напередодні 144-ї річниці з дня народження українського державного, військового та політичного діяча, організатора українських збройних сил, Головного отамана військ Української Народної Республіки, Голови Директорії УНР, журналіста Симона Петлюри (22 травня 2023 року) був наголоджений медаллю його імені. Нагороду було присуджено рішенням Ради засновників Відзнаки Симона Петлюри «Журналістика і Державність» (Конфедерація журналістських організацій України, Меморіальний фонд Симона Петлюри з Чикаго (США) та Міжнародний культурний центр «Сяйво»).